# August Breithaupt
Johann August Friedrich Breithaupt, född 18 maj 1791 i Probstzella, Thüringen, död 22 september 1873 i Freiberg, Sachsen, var en tysk mineralog.
Breithaupt blev 1813 inspektor över de akademiska samlingarna i Freiberg och lärare vid Bergsakademien där samt 1827 professor i oryktognosi. Han slöt sig till Theodor Scheerers uppfattning om graniternas utkristallisering ur en med överhettat vatten impregnerad magma.